# Богинки
Богинки (богині) — міфологічні персонажі західних слов'ян. Страшні виглядом: старі, потворні, кульгаві жінки з великою головою, відвислими грудьми, здутим животом, кривими ногами, чорними ікластими зубами; за повір'ями, крадуть та підмінюють дітей. Можуть з'являтись у вигляді жаб, собак, кішок, показуються як тінь, але переважно  для людей вони невидимі. 
Богинками стають померлі породіллі, жінки-самогубиці, дівчата, які позбулися плоду, вбивці дітей. Перебувають у печерах, болотах, ставках, ярах. З'являються уночі в негоду. Також приходять уночі та душать людей. Богинки небезпечні також для худоби; вони лякають і гублять худобу на пасовищах, ганяють коней, заплітають гриви коням.
Як оберіг від богинок, вішають шкуру їжака на стіни.